# Japanrams
Japanrams (Polygonatum falcatum) är en mångformig art i familjen Sparrisväxter. Den förekommer naturligt i Korea och Japan.

## Synonymer
Polygonatum falcatum var. hyugaense Hiyama
Polygonatum falcatum  var. tenuiflorum (Koidz.) Ohwi
Polygonatum falcatum var. trichosanthum ( Koidz. ) M.N.Tamura
Polygonatum pumilum hort.
Polygonatum tenuiflorum Koidz.
Polygonatum trichosanthum Koidz.